# Mielęcin (Włocławek)
Mielęcin (historycznie i w powszczechnym użytku), Milęcin – śródleśna część miasta Włocławka, położona w jego południowej części.

## Historia
Mielęcin to dawniej samodzielna wieś należąca od 1867 do gminy Śmiłowice w powiecie włocławskim w guberni warszawskiej. Za II RP Mielęcin należał do gminy Śmiłowice w powiecie włocławskim w województwie warszawskim. 20 października 1933 otrzymał status gromady (sołectwa) o nazwie Milencin w gminie Śmiłowice. Od 1 kwietnia 1938 w województwie pomorskim.
Po wojnie zachował przynależność administracyjną, stanowiąc jedną z 42 gromad (Milęcin) gminy Śmiłowice w powiecie włocławskim, od 1950 w województwie bydgoskim. W związku z reformą administracyjną kraju jesienią 1954 Mielęcin włączono do nowo utworzonej gromady Michelin. Tam przetrwał do końca 1973 roku.
1 stycznia 1973, wraz z kolejną reformą administracyjną kraju, Mielęcin wszedł w skład gminy Włocławek W latach 1975–1979 administracyjnie należały do województwa włocławskiego. 1 grudnia 1979 włączony został do Włocławka.